# TV Fox
TV Fox foi uma emissora de televisão brasileira sediada em Marabá, cidade do estado do Pará. Operava no canal 50 UHF analógico, e era afiliada à Rede Record. Encerrou suas atividades em 25 de junho de 2015, e foi substituída por uma repetidora da TV Record Belém.